# Callicebus stephennashi
Callicebus stephennashi är en däggdjursart som beskrevs av M. van Roosmalen, T. van Roosmalen och Russell Alan Mittermeier 2002. Callicebus stephennashi ingår i släktet springapor och familjen Pitheciidae. IUCN kategoriserar arten globalt som otillräckligt studerad. Inga underarter finns listade.
Denna springapa förekommer i ett mindre område i nordvästra Brasilien (delstat Amazonas). Artens beteende är nästan helt outrett. Det antas att den liksom andra springapor vistas i olika habitat och att den äter frukter, frön, unga växtskott och insekter.
För ett fåtal individer registrerades en kroppslängd (huvud och bål) av 28 cm (honor) respektive 27 cm (hannar), en svanslängd av 42 cm samt en vikt av ungefär 780 g (båda kön). Artens päls är huvudsakligen silvergrå. Påfallande är den svarta pälsen över ögonen och den orangeröda pälsen vid underkäken, buken och extremiteternas insida. Ungefär två tredjedelar av svansen vid spetsen är täckta av silvervita hår och nära bålen är svansen svart med inslag av ljusbrun och vit. Hälen vid bakfötterna är röda medan andra delar av bakfötter och händer är ljusbruna till vita. Även underarmarnas och vadernas utsida har inslag av röd.